# Christian Mortensen
Thomas Peter Thorvald Christian Ferdinand Mortensen, znany jako Christian Mortensen (ur. 16 sierpnia 1882 w Skårup, zm. 25 kwietnia 1998 w San Rafael, Kalifornia) – Duńczyk, osiadły w USA, znany z długowieczności. 

## Rekord długości życia
Wiek, który osiągnął Christian Mortensen – 115 lat i 252 dni, przez ponad 14 lat był najdłuższym okresem życia mężczyzny, wobec którego zastrzeżeń nie mają badacze długowieczności (szczególnie związani z ośrodkiem amerykańskim Gerontology Research Group). 
28 grudnia 2012 jego rekord długowieczności mężczyzn pobił Jirōemon Kimura. Przez pewien czas za najstarszego mężczyznę w historii uważano Japończyka Shigechiyo Izumiego (1865?–1986), który miał dożyć 120 lat i 237 dni. Wiek Izumiego jest jednak kwestionowany (w rzeczywistości mógł żyć jedynie 105 lat). Mortensen był pierwszym mężczyzną, który osiągnął 115 lat, a jego wiek został w pełni zweryfikowany. Oprócz Emiliano Mercado del Toro i Jirōemona Kimury jest jedynym mężczyzną w historii, który osiągnął 115 lat, drugim po Mathew Beardzie, który dożył 114 lat
Wśród dokumentów potwierdzających długość życia Duńczyka jest metryka chrztu z 26 grudnia 1882, wpisy z duńskich spisów powszechnych z 1890 i 1901, potwierdzenie bierzmowania z 1896.

## Życiorys
Christian Mortensen urodził się 16 sierpnia 1882 roku  jako syn krawca, w miejscowości Skårup, w pobliżu miasta Skanderborg w Danii. Mając 16 lat w 1898 zaczął pracę jako czeladnik krawiecki, następnie pracował na roli jako parobek. W 1903 Mortensen wyemigrował do USA, gdzie pozostał do końca życia. Osiadł w Chicago, gdzie miał krewnych. Imał się wielu zajęć, był m.in. robotnikiem w fabryce konserw oraz mleczarzem. Istnieją spekulacje na temat orientacji seksualnej Mortensena, rozwiódł się bowiem z żoną po niespełna 10 latach małżeństwa. Nie mieli dzieci, a Mortensen nigdy później się nie ożenił, przez co podejrzewano go o homoseksualizm. Sam w wywiadach przyznawał, że nie interesował się kobietami. W 1950 po przejściu na emeryturę zamieszkał w pobliżu Galveston Bay w Teksasie. W 1978 w wieku 96 lat przeniósł się do domu starości w San Rafael, w stanie Kalifornia, gdzie pozostał aż do swojej śmierci w 1998.
Tytuł najstarszego żyjącego mężczyzny przyznano mu 20 stycznia 1994, po śmierci Hiszpana Josepa Armengola Jovera.
Christian Mortensen preferował dietę wegetariańską. Był również miłośnikiem cygar. Podkreślał, że palenie z umiarem nie jest szkodliwe. Pod koniec życia był całkowicie niewidomy. Siedział jedynie na wózku inwalidzkim i słuchał radia.
Po śmierci Mortensena 25 kwietnia 1998 tytuł najstarszego mężczyzny przeszedł na czarnoskórego Amerykanina Johnsona Parksa. W chwili śmierci uważany był za drugiego najstarszego człowieka na świecie za Amerykanką Sarah Knauss.
Na liście udokumentowanych przypadków długowieczności, prowadzonej przez Gerontology Research Group, Mortensen zajmuje 19. miejsce. Przysługuje mu tytuł najstarszego człowieka w historii Danii, oraz krajów nordyckich. 13 grudnia 2012 jego rekord najstarszego emigranta w historii pobiła Dina Guerri-Manfredini, Włoszka osiadła w USA.